# Fichtelberg-Schwebebahn

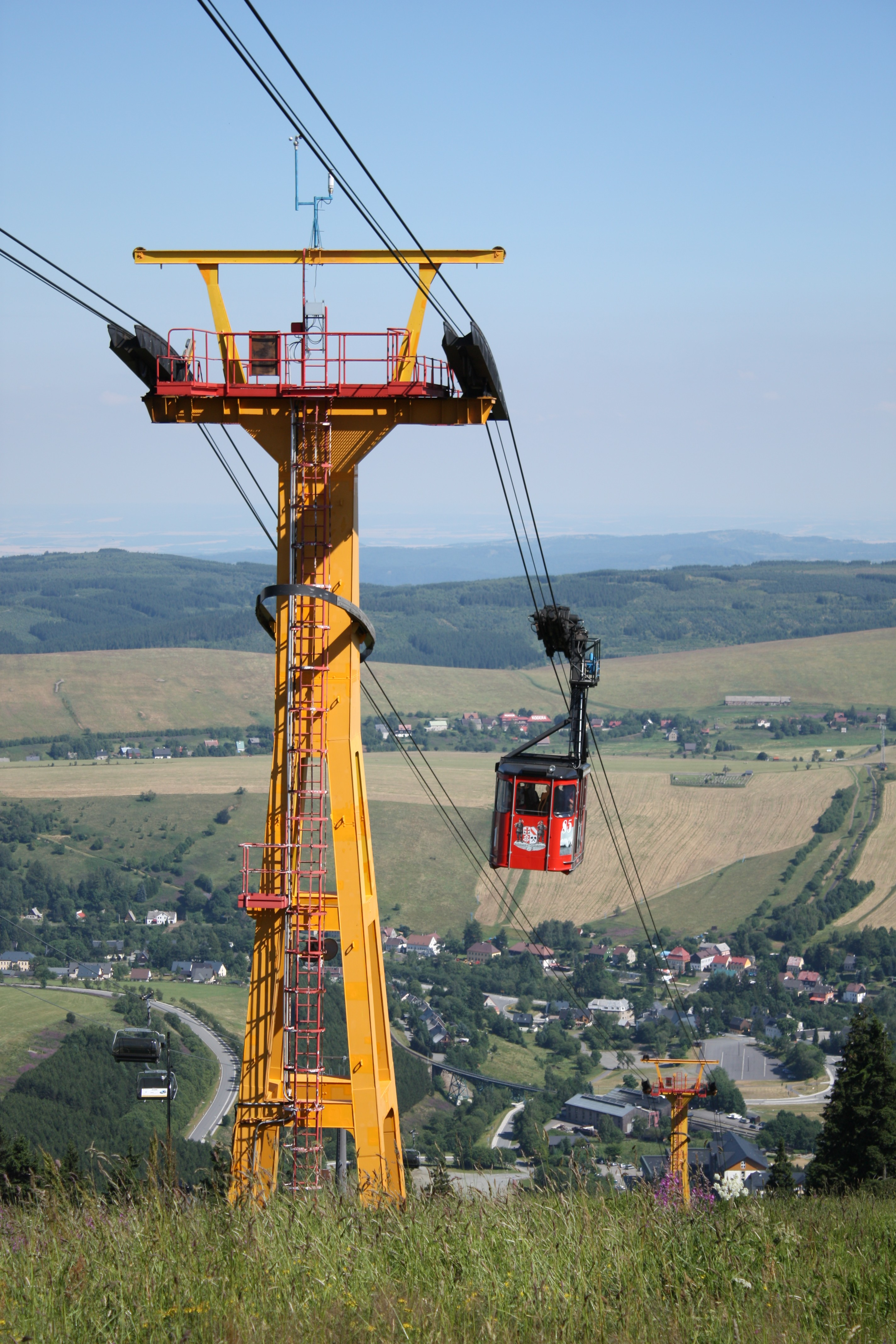
Kabine kurz nach dem Verlassen der Bergstation

Die Fichtelberg-Schwebebahn ist die älteste Luftseilbahn in Deutschland und führt von Oberwiesenthal auf den Fichtelberg. Dabei wird auf einer Länge von 1175 Metern eine Höhe von 303 Metern überwunden.

## Geschichte

### Vorgeschichte und Bau
Mit dem Bau der Schmalspurbahn Cranzahl–Kurort Oberwiesenthal begann der Tourismus in der höchstgelegenen Stadt Deutschlands. Ziel der Gäste waren vor allem die Erhebungen Keilberg und Fichtelberg. Kurz nach Inbetriebnahme der Bahnstrecke entstand die Idee zum Bau einer Seilbahn auf den höchsten sächsischen Gipfel. Die Helios-Electricitäts-Aktien-Gesellschaft aus Köln-Ehrenfeld wollte eine Standseilbahn vom Roten Vorwerk über die „Himmelsleiter“ bis auf den Gipfel errichten. Dieses Vorhaben, wie auch ein weiteres mit einer günstigeren Lage zur Stadt, wurde von den Dresdner Ministerien abgelehnt.
1912 unternahmen die beiden Annaberger Rechtsanwälte Fischer und Dr. Weigel einen neuen Versuch. Beim Leipziger Unternehmen Adolf Bleichert & Co. ließen sie das Projekt einer Luftseilbahn – damals als Seilschwebebahn bezeichnet – entwerfen. Die Route entsprach bereits der später ausgeführten. Auch dieses Projekt wurde von der sächsischen Regierung abgelehnt.
Nach dem Ersten Weltkrieg und der überstandenen Inflationszeit griffen Oberwiesenthaler Hoteliers die Idee wieder auf. Am 6. August gründeten sie die Sport- und Schwebebahn-Verkehrs-Aktiengesellschaft (SUSVAG). Neben dem schon vorhandenen Bleichert-Projekt erstellte die ebenso aus Leipzig stammende Allgemeine Transportanlagen-Gesellschaft m.b.H., Maschinenfabrik (ATG) ein Angebot. Die Luftseilbahn sollte bereits zur Wintersaison 1924 eröffnet werden. Die ATG erhielt den Zuschlag. Die Konstruktion war wesentlich rudimentärer gelöst als die des Konkurrenzprojekts. So waren nur 5 statt 6 Stützen projektiert, außerdem fehlte beim Angebot die elektrische Ausrüstung.
Am 1. September 1924 wurde mit dem Bau begonnen, obwohl die Amtshauptmannschaft Annaberg erst am 8. die Baugenehmigung erteilte. Der Auftrag für die Mastfundamente und die Stationsgebäude ging an das Plauener Unternehmen Gustav Richter AG, die elektrische Ausrüstung lieferten die Siemens-Schuckertwerke. Für das Vorhaben fehlte jedoch die erforderliche Genehmigung des sächsischen Innenministeriums. Dazu kam noch, dass die SUSVAG erst am 22. Oktober ins Handelsregister eingetragen wurde. Am 16. Dezember 1924 erhielt das Unternehmen schließlich die ministerielle Urkunde, die das Recht zum Bau und Betrieb der Bahn für 50 Jahre bestätigte.
Statt der veranschlagten 70.000 Reichsmark waren Ende 1924 schon 300.000 RM verbraucht. Die SUSVAG musste neben Kapitalerhöhungen zusätzlich Kredite aufnehmen.
Die geplante Inbetriebnahme am 21. Dezember 1924 fand nicht statt, da die Anlage noch nicht betriebsfähig war und deshalb die Genehmigung versagt wurde. Trotzdem fand eine Eröffnungsfeier statt, bei der eine der Kabinen 20 Meter aus der Talstation fuhr. Auch zum zweiten Abnahmetermin am 27. Dezember war die Bahn noch nicht fertig. So fehlten noch die Signalanlage, die Notbremse, in der Fördermaschine ein Lager und ein Zahnrad. Trotzdem wurde am 28. Dezember der Betrieb aufgenommen. Schließlich genehmigte der Regierungskommissar Weidner am 29. Dezember die Luftseilbahn unter der Bedingung, dass alle Mängel beseitigt sind.
Insgesamt kostete der Bau 354.000 RM, dazu kamen noch 26.000 RM für eine Rodelbahn, die gleichzeitig errichtet wurde. Mit dieser Attraktion sollten Fahrgäste angelockt werden.

### 1924 bis 1948
Im ersten Betriebsjahr fuhren 90.000 Personen mit der Bahn. Das Jahr 1926 verlief wesentlich schlechter. Am 25. April 1926 deckte ein Sturm das Dach der Bergstation ab. Im September mussten bereits die Zugseile erneuert werden. Am 27. Dezember riss ein Spannseil und eine Spannscheibe brach. Da sich die Kabinen gerade in den Stationen befanden, gab es keine Personenschäden. Wegen der schlechten Witterung des Jahres sank die Zahl der Fahrgäste auf 49.000.
Nachdem im August 1927 erneut die Zugseile gewechselt wurden, holte man sich bei Dr. Rubin von Adolf Bleichert & Co. Rat. Daraufhin nahm man einige Verbesserungen an der Technik vor. Durch Nachschüsse des Anteilseigners Küttner und einer Aktienzusammenlegung versuchte das Unternehmen, die laufenden Kosten zu decken. Weitere Einsparungen hoffte man mit geringeren Löhnen und Betriebsstilllegungen im Frühjahr und im Herbst ab 1929 zu erreichen. In den Stilllegungszeiten führten die Beschäftigten in eigener Regie die Reparaturen und Seilwechsel durch, um die Kosten fremder Unternehmen zu sparen. Da die Fahrgäste immer weniger wurden (1930 waren es nur noch 11.000) konnten selbst diese Maßnahmen nicht mehr die mangelnden Einnahmen ausgleichen. Um die Energiekosten zu reduzieren, wurde 1932 bis 1934 in der Bergstation eine eigene Stromversorgungsanlage – bestehend aus einem Junkers-Dieselmotor mit Generator – errichtet.
Am 22. August 1934 jedoch musste schließlich Konkurs angemeldet werden. Die offenen Forderungen lagen weit über dem Wert der Anlage. Der Konkursverwalter Kurt Scherl setzte den Betrieb fort, da eine Verschrottung keinen Erfolg versprach. Größte Gläubiger waren der Neudorfer Unternehmer und Aktionär der Seilbahn Küttner und seine Frau, die rund 70.000 RM forderten. 1935 wurde die Zwangsverwaltung beantragt. Daraufhin wurde der Name des Unternehmens in Fichtelberg-Schwebebahn geändert. Im Mai 1936 wurde die Seilbahn versteigert. Küttner erwarb sie zum Preis von 10.000 RM. Die Rechte und Pflichten wurden daraufhin von der sächsischen Regierung an ein Unternehmen Küttners übertragen. 1938 erhielt Küttners Tochter die Seilbahn als Hochzeitsgeschenk.
Nach dem Tiefstand der Fahrgäste stiegen die Zahlen in den 30er Jahren wieder an und erreichten 1940 erstmals 100.000. Zur Bewältigung des Fahrgastaufkommens erwarb man zwei neue Kabinen mit einer größeren Platzanzahl. Als Notbetrieb wurde ein Benzinmotor installiert, der direkt an die Fördermaschine kuppelbar war.
In Folge des Volksentscheids in Sachsen am 30. Juni 1946 über die Enteignung der Nazi- und Kriegsverbrecher ging auch die Fichtelberg-Schwebebahn in Volkseigentum über. Zum Rechtsträger wurde die Stadt Oberwiesenthal bestimmt. Wegen der geringen Wartung während des Zweiten Weltkrieges war der Gesamtzustand der Anlage sehr schlecht. Nachdem sich im Herbst 1948 die Tragseile an den Muffen verworfen hatten und man keine Priorität für eine Reparatur gesehen hatte, wurde der Betrieb eingestellt.

### 1948 bis heute

Kabine an der Bergstation

Allmählich begann sich nach dem Krieg der Fremdenverkehr wieder zu erholen. Aus den Hotels waren Ferienheime des FDGB geworden und die BSG Traktor übernahm die Wintersportanlagen. Für die Instandsetzung der Seilbahn wurden 600.000 Mark der deutschen Notenbank zur Verfügung gestellt. Der VEB Verlade- und Transportanlagen Leipzig (VTA) begann am 1. August 1955 mit der Generalreparatur. Am 17. Februar 1956 wurde die Anlage wieder in Betrieb genommen. Schnell stiegen die Fahrgastzahlen an, so wurden 1958 bereits 500.000 Passagiere befördert.
Zur Erhöhung der Förderleistung baute der VTA von August 1961 bis November 1962 die Anlage um. Die Seilbahn erhielt unter anderem eine neue Fördermaschine sowie eine halbautomatische Steuerung. Außerdem konnte durch weitere Umbauten die Fahrgeschwindigkeit auf 3,5 m/s erhöht werden. Die Flugzeugwerft Dresden lieferte zwei in Leichtbauweise hergestellte Kabinen.
Kurz darauf hatte die Seilbahn ihren schwierigsten Einsatz. Am 25. Februar 1963 brach im Fichtelberghaus ein Brand aus. Die einzige Möglichkeit, auf den Gipfel zu kommen, war die Seilbahn, weil die Zufahrtsstraße durch Schneewehen unpassierbar war. So wurden die Feuerwehrleute aus Oberwiesenthal und Umgebung mit der Seilbahn transportiert. Bis zum Morgen fuhr die Bahn 48 mal. Das Gebäude konnte jedoch nicht gerettet werden, da nicht genügend Löschwasser zur Verfügung stand.
Zu weiteren ungewöhnlichen Einsätzen kam es im Februar und März 1965, als Oberwiesenthal nach starken Schneefällen zum Katastrophengebiet erklärt worden war. Dabei wurden die auf dem Berg gelegenen Objekte mit der Seilbahn und mit Schlitten versorgt; zu einem am Berg gelegenen Ferienheim wurden Pakete abgeseilt.
1965 und 1966 wurden weitere Umbauten durchgeführt. Die Talstation wurde komplett erneuert und modernisiert. 1969 wurde die Anlage vom tschechischen Betrieb Tramontaž aus Chrudim generalüberholt. Bis 1971 stiegen die Fahrgastzahlen auf 855.000. Im gleichen Jahr wurde die Bahn zum VEB Fichtelberg-Schwebebahn.
Die Bahn war 1983 mit einer Million beförderten Passagieren weitgehend an ihre Kapazitätsgrenze angelangt. Anfang der 1980er Jahre wurde der polnische Betrieb Krakowskie Biuro Projektow Budownictwa Przemysłowego mit der Erarbeitung eines Umbauprojektes beauftragt. Letztlich wurde daraus ein Neubau, da neue Stützen an neuen Standorten errichtet wurden. Außerdem wurde die gesamte Antriebsanlage erneuert.

Logo der Fichtelberg-Schwebebahn

Die Arbeiten für die Stützenfundamente begannen 1984. Nach dem Ende der Wintersaison 1984/1985 wurde am 31. März der Betrieb eingestellt und die Anlage stillgelegt. 1986 wurde die Luftseilbahn wieder in Betrieb genommen.
Nach der Wende wurde der VEB in eine GmbH im Besitz der Stadt Oberwiesenthal umgewandelt. Neben der Seilbahn betreibt das Unternehmen auch die Schlepplifte im Skigebiet sowie die Sessellifte Viehtrift und Schönjungferngrund. 1999 wurde durch ein privates Unternehmen neben der Luftseilbahn ein Vierersessellift eröffnet.
Da im Jahr 2011 das Erlöschen der Betriebserlaubnis für die Anlage bevorstand, stand neben einer Instandsetzung der Anlage auch die Demontage der Bahn und die Errichtung einer modernen Alternative (Großkabinenbahn oder Mehrpersonen-Sessellift) im Raum. Der Stadtrat von Oberwiesenthal beschloss am 6. Juli 2010 die Errichtung eines Neubaus. Im September jenes Jahres entschied sich der Stadtrat für die Errichtung einer Umlaufbahn mit 8-Personen-Kabinen. Eine Realisierung dieses Vorhabens verzögerte sich jedoch auf Grund fehlender Fördermittel.
Da auch noch Anfang Juli 2011 Landesfördermittel im Umfang von 2,5 Millionen Euro für einen Neubau fehlten und sich viele Bürger für den Erhalt der alten Luftseilbahn einsetzten, fasste der Stadtrat von Oberwiesenthal einen neuen Beschluss. Der Neubau wurde verworfen und die alte Seilbahn wurde für geplante 1,2 Millionen Euro generalsaniert. Die Maßnahme erfolgte von April 2012 bis zum Beginn der Skisaison 2012/2013.
Am 13. November 2024 stimmte der Stadtrat Oberwiesenthal für den Verkauf der Fichtelberg Schwebebahn GmbH an Rainer Gläß, den Eigentümer der Vierersesselbahn und des Alpine-Coaster.

## Technik und Daten
Die Fichtelberg-Schwebebahn ist – trotz ihres Namens – keine Schwebebahn, sondern eine Luftseilbahn, die am Seil hängt. Sie überwindet von der Talstation auf 905,5 m ü. NN bis zur Bergstation auf 1208,4 m ü. NN auf einer Länge von 1175 m eine Höhe von 302,9 m. Die durchschnittliche Neigung beträgt 27,7 %. Die maximale Steigung liegt bei 50 %.
Von 1924 bis 1986 hatte die Bahn fünf Stützen und zwei als Binder bezeichnete Stützen in den Stationen. Stütze Nr. 2 war mit 26,5 m die höchste. Die größte Spannweite betrug 546 m. Ab 1986 hat die Bahn insgesamt nur noch fünf Stützen. Mit 35 m ist nun die zweite Stütze die höchste. Die größte Spannweite beträgt nun 562 m.
Die Pendelbahn wurde 1924 mit zwei Tragseilen zu 44 mm Durchmesser je Fahrbahn errichtet. Die Tragseile waren aus fünf durch Muffen verbundenen Seilen hergestellt worden. Diese führten zu einer unruhigen Fahrt und erhöhtem Verschleiß. Die zwei Zugseile hatten einen Durchmesser von 25 mm, die beiden Gegenseile einen Durchmesser von 19 mm. Ab 1927 wurden auch Gegenseile mit einem Durchmesser von 25 mm verwendet. Die von ATG Leipzig hergestellte Treibscheibe hatte einen Durchmesser von 2,5 m. Der von SSW gelieferte Antrieb wurde mit Drehstrom betrieben. Der Motor hatte eine Leistung von 58,9 kW und wurde von Hand gesteuert. Als Notantrieb stand ein Benzinmotor zur Verfügung. Zur Bergung der Kabinen war zusätzlich ein Handkurbelantrieb vorhanden.
Die von ATG Leipzig gefertigten Kabinen boten zwölf Sitz- und vier Stehplätze. Die Eigenmasse einer Kabine betrug 4,6 Tonnen. Bei einer Fahrgeschwindigkeit von 1,8 m/s konnten bei einer Fahrzeit von 10,5 Minuten in einer Stunde 80 Personen je Richtung befördert werden. Die 1940 von Bleichert gefertigten Kabinen boten 40 Stehplätze und wogen 1,94 Tonnen. Damit konnte die Beförderungsleistung auf 200 Personen je Stunde und Richtung erhöht werden.
Nach dem Umbau 1961/1962 hatte die Seilbahn nur noch ein Zugseil von 24 mm, ein Gegenseil von 22 mm und 8 Spannseile von 39 mm. Die von VTA Leipzig gefertigte Treibscheibe hatte einen Durchmesser von 3,2 m. Der vom Elbtalwerk hergestellte Elektromotor arbeitete mit 440 V Gleichstrom und hatte eine Leistung von 63 kW. Die Steuerung war mittels Ward-Leonard-Umformer halbautomatisch. Der Maschinist musste die Bahn nur noch starten – der weitere Betrieb war dann bis zum Stillstand in der Gegenstation automatisch. Als Notantrieb diente ein Aggregat mit 17 kW. Durch den Umbau konnte die Fahrgeschwindigkeit auf 3,5 m/s gesteigert werden. Damit dauerte eine Fahrt nur noch 6 Minuten. Die von der Flugzeugwerft Dresden gefertigten Kabinen boten 44 Stehplätze und wogen 2,97 Tonnen. Damit konnten 320 Personen in einer Stunde in eine Richtung befördert werden.
Seit dem Umbau 1985/1986 sind die zwei Tragseile jeweils 42 mm stark. Das Zugseil hat eine Stärke von 24 mm, das Gegenseil von 22 mm und die zwei Spannseile von 44 mm. Die Treibscheibe wurde von POLMAG gefertigt. Den 440-V-Gleichstromantrieb mit einer Leistung von 190 kW lieferte das Sachsenwerk. Die Thyristor-Steuerung war wiederum halbautomatisch. Die Fahrgeschwindigkeit beträgt nun 7,0 m/s und eine Fahrt dauert 3,5 Minuten. Mit den Kabinen von 1962 ist es damit möglich, 640 Personen in einer Stunde in eine Richtung zu transportieren.

## Gebäude
Die Talstation war anfänglich sehr einfach ausgeführt. Die Einstiegsplattformen waren durch ein einfaches Dach geschützt, wie es auch heute noch vorhanden ist. Der Raum für die Spannmassen war ein niedriger Flachbau. Um einen Warteraum zu schaffen, wurde 1932 der Spannraum überbaut.
Ein größerer Umbau der Talstation geschah 1965/1966. Dabei wurden die Spannvorrichtungen umgebaut. Außerdem wurden neue Ein- und Ausgänge angelegt. Für das Personal wurden Sozial- und Verwaltungsräume geschaffen.
Der Aufbau der Bergstation entsprach weitgehend der Talstation. Hinter dem Einstiegsbereich befand sich das Maschinenhaus. In einem Raum zwischen dem Bahnsteig und dem Maschinenhaus stand der Maschinist, der Fahrschalter und Bremse betätigte.
Die Seilführung für die Zugseile war nicht günstig gelöst. Die Seile wurden deshalb stärker beansprucht als notwendig. Auch die Tragseilbefestigung war unzureichend ausgeführt. So war es nicht möglich, die Seile ausreichend nachzulassen, um die stark belasteten Abschnitte an den Stützen zu verschieben. Im Rahmen von ersten Umbaumaßnahmen 1927 wurde die Seilführung der Zugseile geändert, unter anderem wurden die Führungsrollen von 500 auf 1750 mm Durchmesser vergrößert.
Im Rahmen des Umbaus 1985/1986 wurde die Befestigung der Tragseile wesentlich verbessert. So können die Tragseile nunmehr mehrmals nachgelassen werden, was die Lebensdauer wesentlich erhöht.